# Nagelfluh

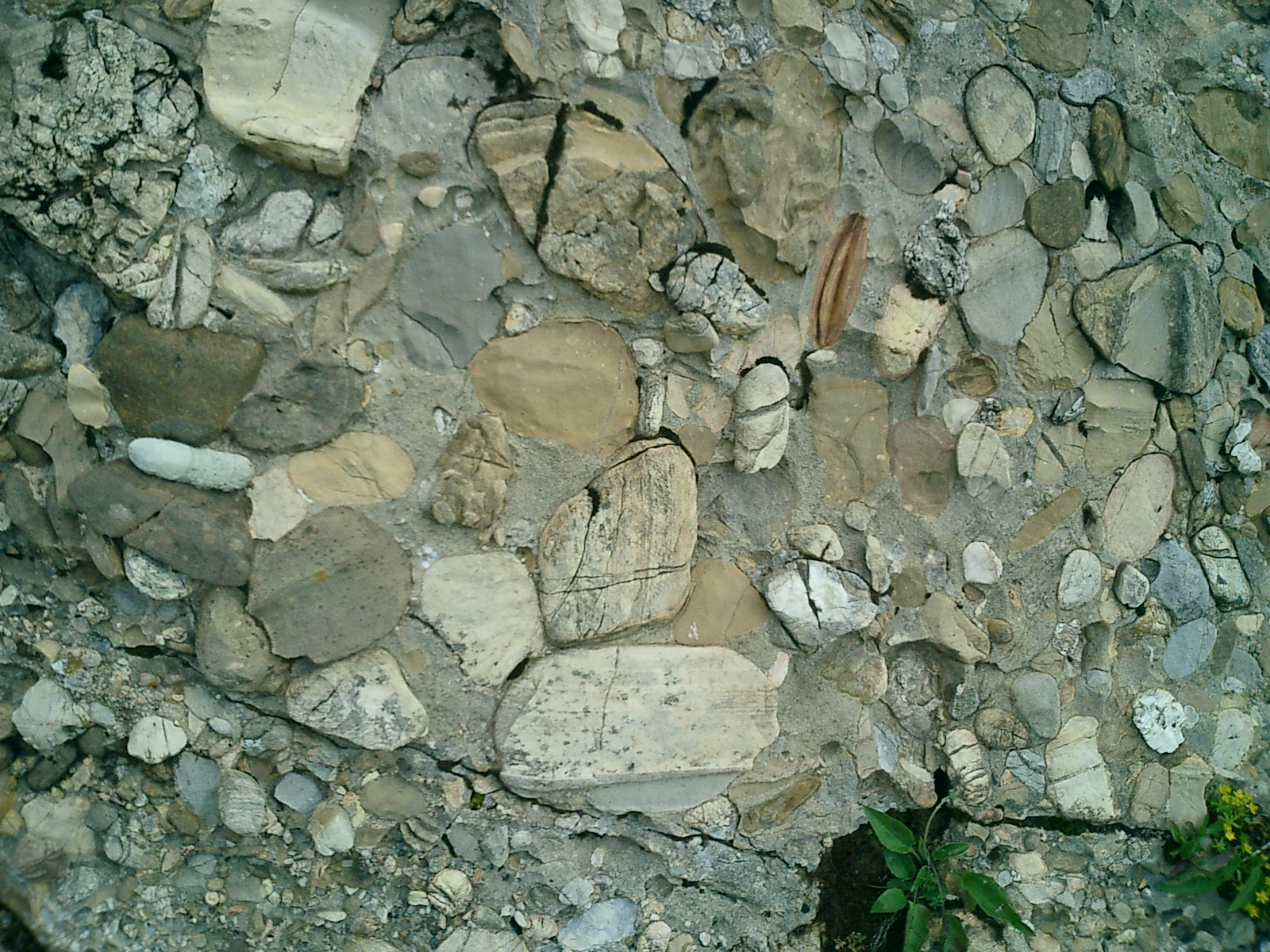
Nagelfluh in de Speer.

Nagelfluh is in de geologie van Zwitserland de naam voor de conglomeraatgesteenten die in het Mittelland gevonden worden. Deze conglomeraten zijn onderdeel van het Zwitserse Molassebekken en vormen karakteristieke zones in het voorland van de Alpen.

## Ontstaan
Nagelfluh werd meestal afgezet in puinwaaiers die hun apex in het achterliggende omhoogkomende gebergte hadden liggen. De nagelfluh is onderdeel van de molasse, karakteristieke continentale afzettingen voor een voorlandbekken.
De nagelfluh bestaat uit brokstukken die door erosie van de hogere delen van de Alpen zijn aangevoerd en vervolgens naar het noorden getransporteerd. De delen van de Alpen waaruit ze afkomstig zijn bevonden zich in sommige gevallen meerdere kilometers boven het huidige oppervlak. Ze kunnen daarom aanwijzingen geven hoe de structuur van het weggeërodeerde deel van het gebergte eruitzag.
Het Molassebekken raakte in oostelijk Zwitserland al in het tijdperk Rupelien volledig opgevuld met sediment, in het westen van Zwitserland in het Chattien (vanaf 28 miljoen jaar geleden). Tijdens de daarop volgende afzetting van de Untere Süsswassermolasse lagen er in het huidige Mittelland een aantal tientallen kilometers lange puinwaaiers waar nagelfluh werd afgezet. Een onderbreking volgde door het stijgen van het zeeniveau aan het begin van het Burdigalien (rond 20 miljoen jaar geleden). Het grootste gedeelte van het huidige Mittelland werd gedurende dit tijdvak bedekt met een ondiepe zee. Alleen langs de rand van de Alpen ging de afzetting van conglomeraten door. Door een nieuwe fase van opheffing tijdens het Serravallien (vanaf ongeveer 13 miljoen jaar geleden) kwam het hele voorland van de Alpen weer boven water te liggen en ontstonden er weer grote puinwaaiers, in sommige gevallen op dezelfde plekken als de oudere puinwaaiers. Afzetting van nagelfluh eindigde aan het begin van het Tortonien (rond 11 miljoen jaar geleden).

## Ligging
Omdat de nagelfluh in puinwaaiers werd afgezet, is ze niet op alle plaatsen even dik. Kilometers dikke nagelfluhpakketten zijn te vinden in de Rigi, de Mont Pélerin, de Napf, de Hörnli en de Speer, of aan de noordrand van de Thunersee.
Buiten Zwitserland strekt de Nagelfluh-zone zich langs de gehele Alpennoordrand uit. In de Zuid-Duitse Allgäu ligt de uit dit materiaal gevormde Nagelfluhkette, de meest noordelijke bergketen van de Allgäuer Alpen, die tot 1834 meter hoog is. Het conglomeraatgesteente, dat aan beton herinnert, staat hier in de volksmond bekend als "Herrgottsbeton".